# Āhualoa
Āhualoa es una localidad del condado de Hawái, Estados Unidos.

## Geografía
Āhualoa se localiza geográficamente entre los 20°03' N y los 155°28' W. 